# Joe Barone
Giuseppe Barone, detto Joe (Pozzallo, 20 marzo 1966 – Milano, 19 marzo 2024), è stato un dirigente sportivo italiano naturalizzato statunitense.

## Biografia
Nato a Pozzallo, in Sicilia, il 20 marzo del 1966, all'età di 8 anni si trasferì con la famiglia a Brooklyn. Terminati gli studi, fu assunto in un istituto bancario. Dopo l'incontro con Rocco Commisso, iniziò a lavorare nell'azienda di quest'ultimo, la Mediacom. Nel 2017 diventò vicepresidente dei New York Cosmos, in seguito alla loro acquisizione da parte di Commisso. Nel 2019 tornò in Italia, assumendo la carica di direttore generale della Fiorentina, anch'essa acquisita da Commisso. Da direttore generale, si occupò del progetto del Viola Park, nuovo centro sportivo della squadra viola.
Il 17 marzo 2024 accusò un grave malore, in un albergo di Cavenago di Brianza, durante il ritiro con la squadra viola prima della gara di campionato contro l'Atalanta, in seguito rinviata. Trasportato d'urgenza in condizioni gravissime all'ospedale San Raffaele di Milano ed operato al cuore, morì due giorni dopo, il 19 marzo, nel reparto di terapia intensiva cardiochirurgica del nosocomio milanese, alla vigilia del suo 58º compleanno. I funerali si tennero il 23 marzo successivo, nella chiesa madre del suo paese natale e due giorni dopo, il 25 marzo, negli Stati Uniti a Brooklyn. Fu sepolto nel cimitero di Green-Wood.

## Intitolazioni
- A Joe Barone è stata intitolata, il 7 maggio 2024, la villa sede della Fiorentina (fino a quel momento nota come "Villa Viola"), sita all'interno del Viola Park, il centro sportivo della società gigliata.[12]